# Anthropic
Anthropic est une entreprise américaine d'intelligence artificielle (IA) fondée en 2021 par d'anciens membres d'OpenAI,. Elle développe Claude, une famille de grands modèles de langage, et est aussi connue pour ses recherches en sécurité de l'IA, particulièrement en interprétabilité. En 2023, Amazon et Google ont investi plusieurs milliards de dollars dans Anthropic.

## Historique
Anthropic a été fondée en 2021 par d'anciens membres seniors d'OpenAI dont Daniela Amodei et Dario Amodei, ce dernier ayant été vice-président de la recherche d'OpenAI,,. Cette décision de quitter OpenAI aurait notamment été motivée par des désaccords sur la vision stratégique de OpenAI.
En mai 2024, Mike Krieger, cofondateur d'Instagram et d'Artifact, rejoint la start-up. À la même période, l'ancien responsable de la sécurité d'OpenAI, Jan Leike, rejoint aussi Anthropic, suivi par un autre cofondateur d'OpenAI, John Schulman, en août. En octobre 2024, Durk Kingma, encore un autre cofondateur d'OpenAI, rejoint Anthropic.

## Projets

### Claude
Anthropic a développé son propre chatbot, nommé Claude notamment en honneur au mathématicien Claude Shannon,. La version initiale, ainsi qu'une version allégée nommée « Claude Instant », sont sorties en mars 2023. Ces versions sont initialement restées disponible en version bêta fermée via une intégration Slack, puis rendues accessibles via l'application Poe de Quora. Anthropic a par la suite créé un site dédié, claude.ai.
En mars 2024, Anthropic a lancé Claude 3, qui inclut trois modèles de différente taille: Haiku, Sonnet et Opus. En octobre 2024, avec la sortie d'une version améliorée de Claude 3.5 Sonnet, Anthropic a lancé une fonctionnalité permettant à Claude de contrôler un ordinateur en utilisant des captures d'écran, des clics et un clavier virtuel, lui permettant ainsi d'effectuer des tâches nécessitant plus d'autonomie.
En janvier 2025, en réaction à la publication de l'IA DeepSeek R1, médiatisée pour ses performances et son faible coût, Dario Amodei avance que Claude 3.5 Sonnet n'a coûté que quelques dizaines de millions de dollars à entraîner. Un chiffre qui contraste également avec les 500 milliards annoncés pour The Stargate Project quelques jours plus tôt. Son analyse souligne que l'investissement matériel de DeepSeek, notamment son parc de puces Nvidia estimé à près d'un milliard de dollars, est en réalité d'un ordre de grandeur comparable à celui des acteurs américains,.
En février 2025, Anthropic a introduit Claude 3.7 Sonnet, un modèle de « raisonnement hybride » qui est disponible en deux modes : un mode de réflexion étendue où il passe plus de temps afin de pouvoir répondre aux requêtes complexes, ce qui est efficace par exemple en mathématiques ou en codage, et un mode standard, où comme avec les modèles précédents il répond rapidement.

### IA constitutionnelle
L'IA constitutionnelle est une approche développée par Anthropic pour entraîner les systèmes d'IA (tel Claude) à être utiles, sincères et inoffensives sans nécessiter de feedback humain, en intégrant parmi ses filtres dans l'entraînement des modèles d'IA, des valeurs et principes inspirés de documents comme la Déclaration universelle des droits de l'homme de l'ONU.
Dans une phase d'apprentissage supervisé, le modèle génère des réponses, s'auto-critique sur la base d'un ensemble de principes (une « constitution »), puis ajuste ses réponses. Ces réponses davantage conformes à la constitution sont ensuite utilisées pour entraîner le modèle.

### Recherche en interprétabilité
Anthropic publie également des recherches en interprétabilité des systèmes d'IA (une discipline visant à en comprendre le fonctionnement interne), en se concentrant sur les transformeurs, qui sont des modèles d'IA très utilisés dans le traitement du langage.
Une partie de la recherche d'Anthropic vise à pouvoir identifier automatiquement des « caractéristiques » dans les transformateurs génératifs préentraînés comme Claude. Dans un réseau neuronal, une caractéristique (de l'anglais feature) est un motif d'activations neuronales qui correspond à un concept. En 2024, en utilisant une technique nécessitant d'importantes ressources informatiques appelée sparse dictionnary learning (« apprentissage de dictionnaire parcimonieux »), Anthropic a pu identifier des millions de caractéristiques dans Claude, y compris par exemple une associée au pont du Golden Gate. L'amélioration de la capacité à identifier et à modifier ces caractéristiques devrait avoir des implications significatives en matière de sécurité,.
En mars 2025, des recherches menées par Anthropic ont montré un chevauchement dans la façon dont Claude raisonne dans différentes langues, suggérant que les grands modèles de langage multilingues traitent partiellement l'information dans un espace conceptuel avant de la convertir dans la langue appropriée. Les recherches ont également analysé comment Claude génère des rimes lors de l'écriture d'un poème, mettant en évidence une forme de planification : Claude identifie des mots potentiels qui riment avant de générer une ligne qui se termine par l'un de ces mots,.